# كربونات الساماريوم الثلاثي
كربونات الساماريوم تحمل صيغة Sm2(CO3)3 
لها استخدامات كثيرة وهيا تحضير أملاح الساماريوم وهي لا تنحل أبدا بالماء وأما أملاح الكربونات الثلاث التي تنحل بالماء فهي كربونات الامونيوم، وكربونات الصوديوم، وكربونات البوتاسيوم. تتفاعل مع الأحماض لتعطي أملاح الساماريوم المنحلة مثل تفاعل كربونات الساماريوم مع حمض الهيدروكلوريك المركز لتعطي كلوريد الساماريوم وملح كلوريد الساماريوم الذي لهُ قابلية كبيرة للاسترطاب ومع حمض الكبريتيك لتعطي كبريتات الساماريوم وتتفاعل مع حمض الهيدروفلوريك لتعطي فلوريد الساماريوم غير منحل بالماء وفلوريد الساماريوم لهُ بلورات صفراء تميل إلى اللون الأبيض.
 Xn
 N
```
ولا يستنشق غباره لأنه لهُ تأثير كبير علي 
العيون
 ولهُ تأثير قليل وضعيف على 
الرئة
 
والجلد
```

## الخواص
انحلال كربونات الساماريوم بالماء ضعيف جدا لكنها تنحل بالأحماض لتعطي أملاح الساماريوم المنحلة ومع انطلاق غاز ثاني أكسيد الكربون الذي يعكر ماء الجير الرائق أو محلول هيدروكسيد الكاليسيوم مع عملية الترشيح

## التحضير
يمكن بالتفاعل كبريتات أو كلوريد أو نترات الساماريوم مع كربونات الصوديوم Na2CO3